# Pyrenochaeta dolichi
Pyrenochaeta dolichi är en svampart som beskrevs av Mohanty 1958. Pyrenochaeta dolichi ingår i släktet Pyrenochaeta, ordningen Pleosporales, klassen Dothideomycetes, divisionen sporsäcksvampar och riket svampar.   Inga underarter finns listade i Catalogue of Life.